# Одного разу збрехавши…
«Одного разу збрехавши…» (рос. «Единожды солгав…») — російський радянський художній фільм режисера Володимира Бортка часів Перебудови (1987).

## Зміст
Фільм розповідає про невеликий відрізок із життя сучасного художника. Він домігся успіху, грошей, створив гарну родину. Однак творчий пошук, протест проти системи і всі світлі пориви юності залишилися у минулому. Жадібність, самозакоханість, вседозволеність і зради з роками взяли верх.

## Ролі
- Юрій Бєляєв — Олександр Григорович Крюков
- Олена Соловей — Ірина, дружина Олександра
- Ірина Скобцева — Анна Іванівна, мати Олександра
- Сергій Яковлєв — Іван Семенович, функціонер Союзу художників
- Ірина Розанова — Таня, студентка, коханка Олександра
- Євген Весник — батько Олександра, театральний режисер
- Юрій Кузнецов — Стас (Станіслав Лапшин), художник-нонконформіст
- Наталія Сайко — емансипе (Емма Андріївна), науковий співробітник)
- Микола Гринько — академік Станіслав Сергійович Шешко, вчений в Центрі управління польотами
- Аркадій Шалолашвилі — Михайло Миколайович Городков, лікар-психіатр, однокласник і друг дитинства Олександра
- Андрій Толубєєв — Микола, математик
- Ілля Іванов — Семен Запольський, архітектор
- Олексій Булдаков — Сергій Павлович Пивоваров, бригадир
- Тетяна Журавльова — Надія Миколаївна Куделькина

В епізодах:
- Ніна Русланова — партійна робітниця
- Георгій Штиль
- Тетяна Гаккель
- Г. Одинцова
- Ю. Петроченков
- Микола Сажин — художник
- Олександр Сластін — полковник
- Юрій Сіров
- Н. Спиридонова
- Валерій Смоляков
- Аркадій Тагер — художник
- Юрій Еллер — старший референт правління ЛОСХ
- Юра Смирнов
- Альоша Синицький
- Аркадій Інін — відвідувач ресторану (в титрах не вказаний)
- Тетяна Ткач — Клавдія Петрівна, журналістка (в титрах не вказана)
- Павло Корнаков

## Знімальна група
- Автори сценарію — Аркадій Інін, Володимир Бортко
- Режисер-постановник — Володимир Бортко
- Оператор-постановник — Анатолій Лапшов
- Художник-постановник — Наталія Васильєва
- Композитор — Володимир Дашкевич
- Звук — Гаррі Білєнький
- Монтаж — Леди Семенової
- Редактор — М. Коновальчук
- Режисер — Н. Малькова
- Оператор — С. Некрасов
- Художник-гример — Жанна Родіонова
- Художник по костюмах — Лідія Крюкова
- Постановка трюків — Дмитро Шулькін
- Оркестр Ленінградської Державної філармонії ім. Д. Д. Шостаковича
Диригент — Емін Хачатурян
- Режисерська група — Т. Лапігіна, Л. Наумов, С. Ільїна, Т. Фурсова
- Операторська група — В. Григор'єв, Лев Голубєв
- Художники-декоратори — С. Болматов, І. Мішина
- Художник-фотограф — М. Перельман
- Асистент-монтажера — Л. Волкова
- Майстер-костюмер — Р. Школьникова
- Майстер-реквізитор — Н. Михайлова
- Майстер світла — А. Калуга
- У фільмі використані картини художників Миколи Сажина, Олени Скуїнь, Аркадія Тагера
- Директор картини — Олександр Капіца

## Призи
Головний приз «Європа» на МКФ в Барселоні (Іспанія), 1988 рік.

## Додаткові факти
- У картину включені матеріали хроніки та ігрової кіно-реконструкції знаменитих подій з історії радянського неофіційного мистецтва: так званої «Бульдозерної виставки» (15 вересень, 1974 р., Біляєво) та виставки в ДК Невський, (1975 р., Ленінград).
- У фільмі з'являються багато відомих роботи художників нон-конформістів. Наприклад, твори А. О. Рабіна, Н. А. Сажина, Є. Л. Рухина та багатьох інших.
- Як місце проживання головного героя (художника Олександра Григоровича) авторами кінострічки обраний відомий Перший житловий будинок Ленсовета на Карпівці — житло представників вищої радянської еліти.
- Євген Весник у своїй ролі кульгає на одну ногу (ніби у нього протез замість ноги). Цю «родзинку» придумав сам Весник — граючи батька головного героя, актор повністю копіює ходу і темперамент відомого театрального режисера (а саме рідного батька Володимира Бортка).